# Ryder Cup 2018
Koordinaten: 56° 16′ 51″ N, 3° 45′ 9″ W
Der 42. Ryder Cup wurde vom 25. September bis 30. September 2018 auf dem Albatros Course des Golfclubs Le Golf National in Guyancourt, Île-de-France in Frankreich ausgetragen. Die US-amerikanischen Titelverteidiger aus dem Jahr 2016 traten unter der Führung ihres Captains Jim Furyk gegen die Gastgeber aus Europa unter Captain Thomas Bjørn an. Europa gewann den Wettbewerb mit 17½ zu 10½.

## Bewerbung
An der Ausrichtung hatten ursprünglich sechs Länder Interesse gezeigt, wobei Schweden dann keine offizielle Bewerbung einreichte. Beworben hatten sich:
- Frankreich: Guyancourt, Île-de-France
- Deutschland: Rohrenfeld bei Neuburg an der Donau
- Portugal: Herdade da Comporta bei Lissabon
- Spanien: Guadarrama bei Madrid
- Niederlande: Lingewaal

Damit stand schon zu Beginn der Bewerbungsphase fest, dass der Ryder Cup zum zweiten Mal nach 1997 auf dem europäischen Festland stattfindet. Frankreich wurde am 17. Mai 2011 als Ausrichter bekanntgegeben.

## Club/Platz

### Le Golf National
Der 1990 gegründete Golfclub Le Golf National ist erstmals Austragungsort des Ryder Cups. Der Par-71-Platz ist von den Championship-Abschlägen mit 7331 Yards vermessen. Auf dem gespielten Albatros Course befinden sich vier Par-3-Löcher und drei Par-5-Löcher. Der Platz befindet sich etwa 30 km südwestlich von Paris.

### Scorekarte
| Hole  | 1   | 2   | 3   | 4   | 5   | 6   | 7   | 8   | 9   | Out   | 10  | 11  | 12  | 13  | 14  | 15  | 16  | 17  | 18  | In    | Total |
| ----- | --- | --- | --- | --- | --- | --- | --- | --- | --- | ----- | --- | --- | --- | --- | --- | --- | --- | --- | --- | ----- | ----- |
| Yards | 419 | 210 | 558 | 486 | 405 | 380 | 457 | 208 | 579 | 3,702 | 375 | 178 | 433 | 415 | 544 | 408 | 177 | 480 | 471 | 3,481 | 7,183 |
| Meter | 383 | 192 | 511 | 445 | 371 | 348 | 418 | 190 | 530 | 3,387 | 343 | 163 | 396 | 380 | 498 | 373 | 162 | 439 | 431 | 3,185 | 6,572 |
| Par   | 4   | 3   | 5   | 4   | 4   | 4   | 4   | 3   | 5   | 36    | 4   | 3   | 4   | 4   | 5   | 4   | 3   | 4   | 4   | 35    | 71    |

## Teams

### USA
Startberechtigt für das US-amerikanische Team waren die 8 führenden Golfer der amerikanischen Ryder-Cup-Rangliste, die sich aus den Preisgeldern der PGA-Tour und ausgesuchten weltweiten Major-Tournaments ergab. Ergänzt wurden diese mit vier von Captain Jim Furyk ausgesuchten Spielern (Captain’s Picks). Als Assistenten (Vice Captains) nominierte  Jim Furyk zunächst die früheren Ryder-Cup-Spieler Davis Love III, Tiger Woods und Steve Stricker sowie später David Duval, Zach Johnson und Matt Kuchar. Später wurde Woods als Captain’s Pick zu den Spielern berufen und fungiert nicht mehr offiziell als Vice Captain.

### Europa
Das europäische Team wurde aus den vier besten Profis der europäischen Geldrangliste und der Golfweltrangliste gebildet. Für einen auf beiden Ranglisten qualifizierten Spieler wäre jeweils der nächste bestqualifizierte der Golfweltrangliste nachgerückt.
Für Thomas Bjørn war es die erste Berufung als Team-Captain. Als Vice Captains nominierte er zuerst Robert Karlsson sowie später Luke Donald, Pádraig Harrington, Graeme McDowell und Lee Westwood. Der Deutsche Martin Kaymer gehörte zum ersten Mal seit 2008 nicht zum europäischen Team.

### Mannschaften
| Europa             | Europa            | Vereinigte Staaten | Vereinigte Staaten |
| Spieler            | Anmerkung         | Spieler            | Anmerkung          |
| ------------------ | ----------------- | ------------------ | ------------------ |
| Francesco Molinari | 3. Teilnahme      | Brooks Koepka      | 2. Teilnahme       |
| Justin Rose        | 5. Teilnahme      | Dustin Johnson     | 4. Teilnahme       |
| Tyrrell Hatton     | Neuling           | Justin Thomas      | Neuling            |
| Tommy Fleetwood    | Neuling           | Patrick Reed       | 3. Teilnahme       |
| Jon Rahm           | Neuling           | Bubba Watson       | 4. Teilnahme       |
| Rory McIlroy       | 5. Teilnahme      | Jordan Spieth      | 3. Teilnahme       |
| Alexander Norén    | Neuling           | Rickie Fowler      | 4. Teilnahme       |
| Thorbjørn Olesen   | Neuling           | Webb Simpson       | 3. Teilnahme       |
| Paul Casey         | 4. Teilnahme – CP | Tiger Woods        | 8. Teilnahme – CP  |
| Sergio García      | 9. Teilnahme – CP | Phil Mickelson     | 12. Teilnahme – CP |
| Ian Poulter        | 6. Teilnahme – CP | Bryson DeChambeau  | Neuling – CP       |
| Henrik Stenson     | 6. Teilnahme – CP | Tony Finau         | Neuling – CP       |

CP = Captain’s Pick

## Modus/Spielergebnisse
Insgesamt wurden 28 Partien im Matchplay Modus ausgetragen. Jeweils vier Partien Vierball am Freitag- und Samstagmorgen, nachmittags werden je vier klassische Vierer gespielt. Am Schlusstag folgten traditionell die zwölf Einzelmatches. Ob zuerst Vierball oder klassische Vierer gespielt werden, wird dabei jeweils vom Captain der gastgebenden Mannschaft bestimmt.

### Freitag
| Vierball           |         |                |
| Spieler            | Score   | Spieler        |
| Rose/Rahm          | 1 auf   | Koepka/Finau   |
| McIlroy/Olesen     | 4 & 2   | Johnson/Fowler |
| Casey/Hatton       | 1 auf   | Thomas/Spieth  |
| Molinari/Fleetwood | 3 & 1   | Reed/Woods     |
| 1                  | Session | 3              |
| 1                  | Gesamt  | 3              |

| Vierer             |         |                      |
| Spieler            | Score   | Spieler              |
| Stenson/Rose       | 3 & 2   | Johnson/Fowler       |
| Poulter/McIlroy    | 4 & 2   | Watson/Simpson       |
| Garcia/Noren       | 5 & 4   | Mickelson/Dechambeau |
| Molinari/Fleetwood | 5 & 4   | Thomas/Spieth        |
| 4                  | Session | 0                    |
| 5                  | Gesamt  | 3                    |

### Samstag
| Vierball           |         |                |
| Spieler            | Score   | Spieler        |
| Garcia/McIlroy     | 2 & 1   | Finau/Koepka   |
| Casey/Hatton       | 3 & 2   | Johnson/Fowler |
| Molinari/Fleetwood | 4 & 3   | Woods/Reed     |
| Poulter/Rahm       | 2 & 1   | Thomas/Spieth  |
| 3                  | Session | 1              |
| 8                  | Gesamt  | 4              |

| Vierer             |         |                  |
| Spieler            | Score   | Spieler          |
| Stenson/Rose       | 2 & 1   | Johnson/Koepka   |
| Garcia/Noren       | 3 & 2   | Watson/Simpson   |
| Molinari/Fleetwood | 5 & 4   | Woods/Dechambeau |
| Poulter/McIlroy    | 4 & 3   | Thomas/Spieth    |
| 2                  | Session | 2                |
| 10                 | Gesamt  | 6                |

### Sonntag
| Einzel    |         |            |
| Spieler   | Score   | Spieler    |
| McIlroy   | 1 auf   | Thomas     |
| Casey     | ½ – ½   | Koepka     |
| Rose      | 3 & 2   | Simpson    |
| Rahm      | 2 & 1   | Woods      |
| Fleetwood | 6 & 4   | Finau      |
| Poulter   | 2 auf   | Johnson    |
| Olesen    | 5 & 4   | Spieth     |
| Garcia    | 2 & 1   | Fowler     |
| Molinari  | 4 & 2   | Mickelson  |
| Hatton    | 3 & 2   | Reed       |
| Stenson   | 5 & 4   | Watson     |
| Noren     | 1 auf   | Dechambeau |
| 7½        | Session | 4½         |
| 17½       | Gesamt  | 10½        |

## Spielerstatistik
Die Spielergebnisse sind in der Form Sieg-Niederlage-Remis aufgeführt.

### Europa
| Spieler            | Punkte | Spiele | Gesamt | Einzel | Vierer | Vierball |
| ------------------ | ------ | ------ | ------ | ------ | ------ | -------- |
| Paul Casey         | 1½     | 3      | 1–1–1  | 0–0–1  | 0–0–0  | 1–1–0    |
| Tommy Fleetwood    | 4      | 5      | 4–1–0  | 0–1–0  | 2–0–0  | 2–0–0    |
| Sergio García      | 3      | 4      | 3–1–0  | 1–0–0  | 1–1–0  | 1–0–0    |
| Tyrrell Hatton     | 1      | 3      | 1–2–0  | 0–1–0  | 0–0–0  | 1–1–0    |
| Rory McIlroy       | 2      | 5      | 2–3–0  | 0–1–0  | 1–1–0  | 1–1–0    |
| Francesco Molinari | 5      | 5      | 5–0–0  | 1–0–0  | 2–0–0  | 2–0–0    |
| Alex Norén         | 2      | 3      | 2–1–0  | 1–0–0  | 0–0–0  | 1–1–0    |
| Thorbjørn Olesen   | 1      | 2      | 1–1–0  | 1–0–0  | 0–0–0  | 0–1–0    |
| Ian Poulter        | 2      | 4      | 2–2–0  | 1–0–0  | 1–1–0  | 0–1–0    |
| Jon Rahm           | 1      | 3      | 1–2–0  | 1–0–0  | 0–0–0  | 0–2–0    |
| Justin Rose        | 2      | 4      | 2–2–0  | 0–1–0  | 2–0–0  | 0–1–0    |
| Henrik Stenson     | 3      | 3      | 3–0–0  | 1–0–0  | 2–0–0  | 0–0–0    |

### USA
| Spieler           | Punkte | Spiele | Gesamt | Einzel | Vierer | Vierball |
| ----------------- | ------ | ------ | ------ | ------ | ------ | -------- |
| Bryson DeChambeau | 0      | 3      | 0–3–0  | 0–1–0  | 0–1–0  | 0–0–0    |
| Tony Finau        | 2      | 3      | 2–1–0  | 1–0–0  | 0–0–0  | 1–1–0    |
| Rickie Fowler     | 1      | 4      | 1–3–0  | 0–1–0  | 0–1–0  | 1–1–0    |
| Dustin Johnson    | 1      | 5      | 1–4–0  | 0–1–0  | 0–1–0  | 1–1–0    |
| Brooks Koepka     | 1½     | 4      | 1–2–1  | 0–0–1  | 0–1–0  | 1–1–0    |
| Phil Mickelson    | 0      | 2      | 0–2–0  | 0–1–0  | 0–1–0  | 0–0–0    |
| Patrick Reed      | 1      | 3      | 1–2–0  | 1–0–0  | 0–0–0  | 0–2–0    |
| Webb Simpson      | 2      | 3      | 2–1–0  | 1–0–0  | 0–1–0  | 0–0–0    |
| Jordan Spieth     | 3      | 5      | 3–2–0  | 0–1–0  | 0–1–0  | 2–0–0    |
| Justin Thomas     | 4      | 5      | 4–1–0  | 1–0–0  | 1–1–0  | 2–0–0    |
| Bubba Watson      | 1      | 3      | 1–2–0  | 0–1–0  | 0–1–0  | 0–0–0    |
| Tiger Woods       | 0      | 4      | 0–4–0  | 0–0–1  | 0–1–0  | 0–2–0    |

## Rahmenprogramm
Im Rahmen des Ryder Cup wurde am 24. und 25. September der Junior Ryder Cup auf Golf Disneyland bei Paris ausgetragen, bei dem jeweils sechs Jungen und sechs Mädchen im Alter bis zu 18 Jahren gegeneinander antreten. Die USA schlugen das Europa-Team mit 12½ zu 11½ und gewannen damit zum sechsten Mal in Folge.
Bei einem Celebrity Match traten am 25. September je zehn Prominentenpaare über zehn Löcher zu einem Scramble gegeneinander an, welches die USA gewannen. Teilnehmer waren u. a. Michael Phelps, Alessandro Del Piero, Yannick Noah, Condoleezza Rice, Luis Figo, Luke Wilson, Kurt Russell und Samuel L. Jackson.
Am Donnerstag, dem 26. September, traten ehemalige Mannschaftskapitäne zum Past Captains Match gegeneinander an. Anschließend gab es eine Eröffnungszeremonie mit anschließendem Konzert mit der Sängerin Jain und den Kaiser Chiefs.

## Sonstiges
Am Freitag Vormittag verzog Brooks Koepka einen Abschlag. Der Golfball traf eine Zuschauerin im Gesicht, die daraufhin auf einem Auge erblindete.